# Una amistad inolvidable
Una amistad inolvidable (título en México y Rep. Dominicana La niña y el zorrito, título original en francés Le renard et l'enfant) es una película de 2007, escrita y dirigida por Luc Jacquet, quien saltó a la fama con el documental sobre la vida de los pingüinos La marche de l'empereur.
La película está interpretada casi exclusivamente por la pequeña Bertille Noël-Bruneau, aunque en algún momento aparecen otros dos intérpretes: Isabelle Carré (cuya voz está presente como narradora -en la versión original- en toda la película) y el pequeño Thomas Laliberté. El resto de los personajes son animales de la naturaleza salvaje, y, muy en especial, una zorra a cuya amistad con la niña se refiere el título.
Los impresionantes escenarios naturales y la filmación de los movimientos de los animales en sus hábitats naturales hacen que la película quede situada en medio entre la narrativa y el documental, género al que se ha dedicado principalmente el director. Gran parte de la película está filmada en la meseta de Retord, en la región natural e histórica de Bugey en Ain.